# Teatr Narodowy w Tiranie
Teatr Narodowy w Tiranie (alb. Teatri Kombëtar) – narodowa scena Albanii, znajdująca się w dawnym budynku Kinoteatru Kosowa, wzniesionego w 1939 w Tiranie.

## Historia
W kwietniu 1944 decyzją Sztabu Głównego Armii Narodowowyzwoleńczej został powołany do życia Centralny Teatr Armii Narodowowyzwoleńczej (Teatri Qendror i Ushtrisë Nacionalçlirimtare), który początkowo skupiał w swoich szeregach 16 aktorów, w tym dwie kobiety. W kwietniu 1945 odbywał się w Tiranie II kongres Młodzieży Antyfaszystowskiej. Dla jego uczczenia zebrano grupę 50 aktorów z teatru partyzanckiego, która pod kierunkiem Sokrata Mio przygotowała spektakl Topaz, na motywach dramatu Marcela Pagnola. Datę premiery (29 kwietnia 1945) uznano z czasem za początek działalności Teatru Narodowego. W maju 1945 ukazało się ogłoszenie w gazetach codziennych, zachęcające utalentowanych amatorów do wstępowania w szeregi tworzonego od podstaw teatru. W tym samym czasie teatr przyjął nazwę Zawodowego Teatru Państwowego (Teatri Profesionist i Shtetit). 25 maja 1945, już na scenie dawnego Kinoteatru Kosowa (wzniesionego w 1939 przez włoskie władze okupacyjne) odbyła się premiera sztuki Kochanek, na motywach dramatu Janko Veselinovicia. Spektakl reżyserowali Božo Nikolić i Sokrat Mio.
W 1946 funkcję głównego reżysera teatru objął Pandi Stillu, który ukończył kurs dla reżyserów teatralnych w Bukareszcie. Kadrę aktorską zasiliła grupa artystów, występujących dotąd w teatrze wojskowym (Loro Kovaçi, Marie Logoreci, Violeta Manushi, Besa Imami). W tym samym roku zrealizowano 10 premier. W 1947 funkcję dyrektora objął Kolё Jakova. Z teatrem ściśle współpracował doradca radziecki w ministerstwie kultury, znany reżyser Władimir Fiodorowicz Dudin. Z jego inicjatywy w 1947 uruchomiono przy teatrze kursy aktorskie (na bazie tych kursów powstała Wyższa Szkoła Aktorska im. Aleksandra Moisiu). W ciągu pierwszych pięciu lat działalności teatru odbyło się 110 przedstawień, które obejrzało 60 747 widzów.
Do roku 1991 teatr niezmiennie działał w konwencji socrealistycznej, zmiany nastąpiły dopiero w 1991 wraz z objęciem stanowiska dyrektora teatru przez Roberta Ndrenikę. Wymiar symboliczny miało wystawienie 29 marca 1991 sztuki Wizyta starszej pani Friedricha Dürrenmatta, co uznano za pierwszą próbę rozliczenia komunistycznej przeszłości przez scenę narodową. Od 1947 scena działała pod nazwą Teatru Ludowego (Teatri Popullor), która w 1991 przybrała dzisiejszą formę Teatr Narodowy (Teatri Kombëtar). W 1999 dalsze użytkowanie budynku, w którym znajduje się teatr stanęło pod znakiem zapytania. Dla teatru zaczął się okres przebudowy i ograniczonej do minimum działalności scenicznej. Po przebudowie i powiększeniu budynek teatru został ponownie oddany do użytku w 2004. W tym czasie funkcję dyrektora teatru pełnił Hervin Çuli. W 2018 rząd Ediego Ramy zdecydował o wyburzeniu budynku teatru i włączenia go do planowanego centrum handlowego, które ma powstać w centrum miasta. Projekt wywołał protesty środowisk artystycznych. 17 maja 2020 rano budynek został zburzony. W grudniu 2024 ministerstwo gospodarki, kultury i rozwoju powołało komisję do zbadania działalności dyrektora sceny narodowej Altina Bashy, podejrzewanego o nadużycia finansowe.

## Repertuar
Wśród sztuk wystawianych przez scenę narodową dominowały dramaty autorów albańskich i rosyjskich. Do 1989 na liście najpopularniejszych sztuk wystawianych na tej scenie pierwsze miejsca zajmują dramaty albańskie: Prefekt Besima Levonji (295 przedstawień), Karnawał w Korczy Spiro Çomory (285 przedstawień) i Dziewczyna z gór (265 przedstawień). Co najmniej dwukrotnie wystawiano autorów polskich: we wrześniu 1962 odbyła się premiera Moralności Pani Dulskiej Gabrieli Zapolskiej, a w czerwcu 1998 dramatu Letni dzień Sławomira Mrożka.